# العلمانية في تونس
العلمانية في تونس هي أيديولوجية أوْ بالأحرى حركة سياسية تهدف إلى تحديد العلاقة بين الدين والدولة ومكانة الدين في المجتمع من خلال نظرية التحديث. ينصُّ الدستور التونسي لسنة 2014 على أنّ تونس هي دولة مدنية تقوم على المواطنة. كما أعلن أنّ الإسلام هوَ الدين الرسمي في البلاد. لذلك فالحكومة التونسية تعتبرُ كل منْ رأس السنة الهجرية، المولد النبوي، عيد الفطر وعيد الأضحى أعيادًا وطنية.

## التاريخ
بحلول عام 1956؛ حصلت تونس على استقلالها من الحماية الفرنسية. يُعدّ الحبيب بورقيبة أول رئيس للجمهورية التونسية حيثُ حكمها في الفترة ما بين 1956-1987. واصلت الحكومة التونسية ما بعد استقلالها برنامج العلمنة. أصبحَ بورقيبة في وقتٍ ما واحدا من أكثر داعمي العلمانية في العالم العربي، حيثُ عملَ على تعديل القوانين المتعلقة بالأوقاف كما عملَ على علمنة عدّة مجالات بما في ذلك التعليم وتوحيد النظام القانوني؛ حيث «مكّن» جميع التونسيين من الخضوع لِمحاكم الدولة بغض النظر عن انتماءاتهم الدينية. من الناحية التعليمية كانت جامعة الزيتونة من بينِ قلائل الجامعات في تونس والتي تقوم على ربطِ التعليم بالدين لكنّ تم الاستعاضة عنها بكلية اللاهوت المتكاملة في جامعة تونس. حظرت الدولة التونسية فرض الحجاب على المرأة ومكّنت النساء من الكثير من الحُقوق كما عملت على تقليص نفقات إعمار المساجد ورواتب الدعاة أو تمكين تنظيمات وجمعيات أخرى من هذه المسألة. وعلاوة على ذلك؛ فقد ظهرت مجلة الأحوال الشخصية التي سنّت مجموعة منَ القوانين التي تنظم المسائل المتعلقة بالأسرة بما في ذلك الزواج والوصاية على الأطفال والميراث والأهم من ذلك إلغاء تعدد الزوجات وجعل الطلاق خاضعًا للمراجعة القضائية. حاولَ بورقيبة تقويض المؤسسة الدينية من خلال السيرِ في خطى ثابتة نحوَ علمنة الدولة على الرغم من أنه كان حريصا على تحديد هذه التغييرات في إطار من الحداثة دون تجاوزٍ لثوابت الإسلام أو صُنعِ قطيعة معه.
بعد زيادة المشاكل الاقتصادية وظهور الحركات الإسلامية في عام 1970؛ أعيد إحياء التعليم الديني في العديدِ من الجامعات وعلى رأسها جامعة الزيتونة التي نشطَ فيها الكثيرُ منَ أعضاء جماعة الإخوان المسلمون القادِمين من دولتي مصر وسوريا. تأثرت الدولة التونسية كذلك بحزب التحرير الذي ضمّ من بين أعضائه محرري مجلة الزيتونية «الإسلامية». قلّت علمنة الدولة بعد ظهور حركات إسلامية قويّة نوعًا ما؛ ليس هذا فقط فقد لعب بعض الزعماء والقادة السياسيين دورًا مهمًا في مكافحة هذه الأيديولوجية مثل راشد الغنوشي الذي تحوّل إلى أحد أشد مُعارضي الحكومة فيما يخص محاولتها علمنة البلد. في أعقاب النضال ضدّ بورقيبة ثم ضدّ زين العابدين بن علي؛ برزَ الإسلاميون لكنّهم تعرضوا للقمع والمعارضة كما تمّ مضايقتهم وتعريض أعضائهم للتعذيب والنفي.

## ما بعد تطورات الربيع العربي
خلال ثورات الربيع العربي؛ حصلَ تغيير كبير في الحكومة التونسية مما أدّى إلى اعتماد دستور عام 2014 وذلكَ بعدَ جدل كبير بين المجموعات الإسلامية والعلمانية فضلا عن باقي الحركات السياسية. بحلول 1 آذار/مارس من عام 2011؛ انهارَ نظام زين العابدين بن علي الذي يُوصفُ بالدكتاتوري والعلماني وذلك في أعقاب الثورة التونسية. تم تشكيل الحكومة المؤقتة من قِبلِ حركة النهضة وهو حزب سياسي إسلامي. منذ ذلك الحين؛ أصبحت حركة النهضة حزبًا سياسيا أكبر وأكثر تنظيما كما صارَ من بين أشهر الأحزاب السياسية في تونس هذا فضلا عن منافسته الشرسة لباقي الأحزاب من مُختلف الأيديولوجيات. أُجريت انتخابات المجلس الوطني التأسيسي التونسي 2011 وتعدّ هذه الانتخابات هي أول انتخابات حرة في تاريخ البلاد. حصل حزب النهضة على نسبة 51.1% من مجموع أصوات الناخبين كما فازَ بـ 89 مقعدًا من أصل 217 وهو ما يُمثل 41%؛ أكثر بكثير من أي طرف آخر. بحلول عام 2016؛ حصلَ بعض التغيير في حركة النهضة حيث طالب بعضٌ من أعضاء الحركة بضرورة الفصل بين الدين والسياسة.

### حقوق المرأة
أقر البرلمان التونسي في يوليو/تموز 2017 قانون القضاء على العنف ضد المرأة. في السابق لم يكن هناك أيّ قانون يُحدّدُ العنف المنزلي. تضمّنَ القانون الجديد أحكاما بشأن التحرش في الأماكن العامة والتمييز كما ألغى قانون زواج المُغتَصِب من مُغتَصَبَتِه. جدير بالذكر هنا أنّ بعض الفقهاء من داخله تونس وخارجها يعتقدون أن ضرب الزوجة في حالة ما خالفت الأوامر جائز وهذا ما يتعارض معَ ما جاءَ في القانون. منذ سبتمبر/أيلول 2017؛ بات يُسمح للآنسة التونسية بالزواج من شخص غير مسلم بعدما كان هذا محظورًا منذ عام 1973. حسبَ الرئيس التونسي الباجي قائد السبسي؛ فإنّ هذا الحظر ينتهكُ الدستور التونسي هذا ناهيكَ عن تقوضيه للمساواة الفعلية بين الرجال والنساء.
بالإضافة إلى ذلك؛ فالبرلمان التونسي يعملُ على تغيير حقوق الميراث من خلال المساواة بين الرجال والنساء وكذا الدعوة إلى إلغاء عقوبة الإعدام نهائيًا والدعوة كذلك إلى إلغاء تجريم المثلية الجنسية وفسخ الصداق. أثارت هذه التغيرات السريعة والتعديلات ردّ فعل عنيف من الإسلاميين والمحافظين وحتى بعض المعتدلين الذين يعتبرون أن الخروجَ عن القيم الإسلامية أمرٌ غير مرغوب فيه.

## الدولة المدنية
حاولَ راشد الغنوشي مواجهة محاولة علمنة الدولة فاقترح مفهوم الدولة المدنية الذي يقومُ على دمج الدولة العلمانية والدولة الإسلامية. خلالَ مُقابلة معه في تركيا في عام 2011 ذكرَ راشد:
| «نحن بحاجة إلى الديمقراطية والتنمية في تونس ونحن نعتقد بقوة بالتوافق بين الإسلام والديمقراطية، بين الإسلام والحداثة. لذلك نحن لسنا بحاجة للعلمانية في تونس.» |